# زاوولژسک
شهر زاوولژسک (به روسی: Заволжск) در کشور روسیه و در اوبلاست ایوانوف واقع شده‌است.